# ميتالورغي روستافي
نادي ميتالورغي روستافي (بالجورجية:თბილისის დინამო) نادي كرة قدم جورجي من مدينة روستافي يلعب في دوري الدرجة الممتازة. تم تأسيس النادي في سنة 1948.

## انجازات
- الدور الجورجي الممتاز: 2

2006–07، 2009–10.
- كأس السوبر الجورجي: 1

2010.

## وصلات خارجية
- الموقع الرسمي